# Paphia sclerophylla
Paphia sclerophylla är en ljungväxtart som först beskrevs av Hermann Sleumer, och fick sitt nu gällande namn av P.F.Stevens. Paphia sclerophylla ingår i släktet Paphia och familjen ljungväxter. Inga underarter finns listade i Catalogue of Life.